# Sara Tomko
Sara Tomko (Dayton, 19 ottobre 1983) è un'attrice statunitense.

## Biografia
È nata presso la Wright-Patterson Air Force Base, nei pressi di Dayton, nello stato dell'Ohio, da famiglia militare e cresciuta nella città di Manassas, in Virginia.

## Carriera
È nota per il ruolo di Asta Twelvetrees nella serie televisiva Resident Alien.

## Filmografia

### Cinema
- 400 giorni (400 Days), regia di Matt Osterman (2015)
- Pandemic, regia di John Suits (2016)

### Televisione
- The Leftovers - Svaniti nel nulla (The Leftovers) - serie TV, episodio 2x01 (2015)
- Heartbeat - serie TV, episodio 1x06 (2016)
- C'era una volta (Once Upon a Time) - serie TV, 4 episodi (2017)
- Sneaky Pete - serie TV, episodi 2x07, 2x09 (2018)
- S.W.A.T. - serie TV, episodio 1x12 (2018)
- Resident Alien - serie TV, 34 episodi (2021-2024)

## Doppiatrici italiane
Nelle versioni in italiano delle opere in cui ha recitato, Sara Tomko è stata doppiata da:
- Angela Brusa in C'era una volta, Resident Alien
- Irene Di Valmo in Sneaky Pete